# Trioceros affinis
Trioceros affinis là một loài thằn lằn trong họ Chamaeleonidae. Loài này được Rüppel mô tả khoa học đầu tiên năm 1845.